# Pontederiaceae
Famille
Classification APG III (2009)
La famille des Pontederiaceae (Pontédériacées) regroupe des plantes monocotylédones ; elle comprend une trentaine d'espèces réparties entre 5 et 9 genres.
Ce sont des plantes herbacées, aquatiques, plus ou moins succulentes, flottantes ou fixées par des racines, des régions tempérées chaudes à tropicales.
Dans cette famille, on peut citer la Jacinthe d'eau (genre Eichhornia), une espèce flottante très envahissante des cours d'eau tropicaux. Elle est, par ailleurs, en climat moins favorable, utilisée comme plante d'ornement dans les jardins aquatiques.
La classification phylogénétique APG II (2003) et la classification phylogénétique APG III (2009) placent aujourd'hui cette famille dans l'ordre des Commelinales.

## Étymologie
Le nom vient du gente Pontederia nommé en hommage au botaniste italien Giulio Pontedera (1688–1757), qui fut professeur à l'université de Padou et directeur du jardin botanique de l'université (le plus ancien jardin botanique encore en état). Linné nomma le genre du nom de Pontedera bien que ce dernier rejeta sa classification des plantes basée sur les parties fertiles.

## Liste des genres
Selon World Checklist of Selected Plant Families (WCSP) (19 avr. 2010) :
- Eichhornia  Kunth (1843)
- Heteranthera  Ruiz & Pav. (1794)
- Hydrothrix  Hook.f. (1887)
- Monochoria  C.Presl (1827)
- Pontederia  L. (1753)
- Scholleropsis  H.Perrier (1936)

Selon Angiosperm Phylogeny Website (18 mai 2010) :
- Eichhornia
- Eurystemon
- Heteranthera
- Hydrothrix
- Monochoria
- Pontederia
- Reussia
- Scholleropsis
- Zosterella

Selon NCBI (19 avr. 2010) :
- Eichhornia
- Heteranthera
- Hydrothrix
- Monochoria
- Pontederia

Selon DELTA Angio (19 avr. 2010) :
- Eichhornia
- Eurystemon
- Heteranthera
- Monochoria
- Hydrothrix
- Pontederia
- Reussia
- Scholleropsis
- Zosterella

Selon ITIS (20 avr. 2010) :
- Eichhornia  Kunth
- Eurystemon
- Heteranthera  Ruiz & Pavón
- Monochoria  K. Presl
- Piaropus
- Pontederia  L.
- Reussia  Endl.
- Zosterella

## Liste des espèces
Selon World Checklist of Selected Plant Families (WCSP) (19 avr. 2010) :
- genre Eichhornia  Kunth (1843)
  - Eichhornia azurea  (Sw.) Kunth (1843)
  - Eichhornia crassipes  (Mart.) Solms (1883)
  - Eichhornia diversifolia  (Vahl) Urb. (1903)
  - Eichhornia heterosperma  Alexander (1939)
  - Eichhornia paniculata  (Spreng.) Solms (1883)
  - Eichhornia paradoxa  (Mart. ex Schult. & Schult.f.) Solms (1883)
- genre Heteranthera  Ruiz & Pav. (1794)
  - Heteranthera callifolia  Rchb. ex Kunth (1843)
  - Heteranthera dubia  (Jacq.) MacMill. (1892)
  - Heteranthera limosa  (Sw.) Willd. (1801)
  - Heteranthera mexicana  S.Watson (1883)
  - Heteranthera multiflora  (Griseb.) C.N.Horn (1986)
  - Heteranthera oblongifolia  Mart. ex Schult. & Schult.f. (1830)
  - Heteranthera peduncularis  Benth. (1840)
  - Heteranthera reniformis  Ruiz & Pav. (1798)
  - Heteranthera rotundifolia  (Kunth) Griseb. (1866)
  - Heteranthera seubertiana  Solms (1883)
  - Heteranthera spicata  C.Presl (1830)
  - Heteranthera zosterifolia  Mart. (1824)
- genre Hydrothrix  Hook.f. (1887)
  - Hydrothrix gardneri  Hook.f. (1887)

- genre Monochoria  C.Presl (1827)

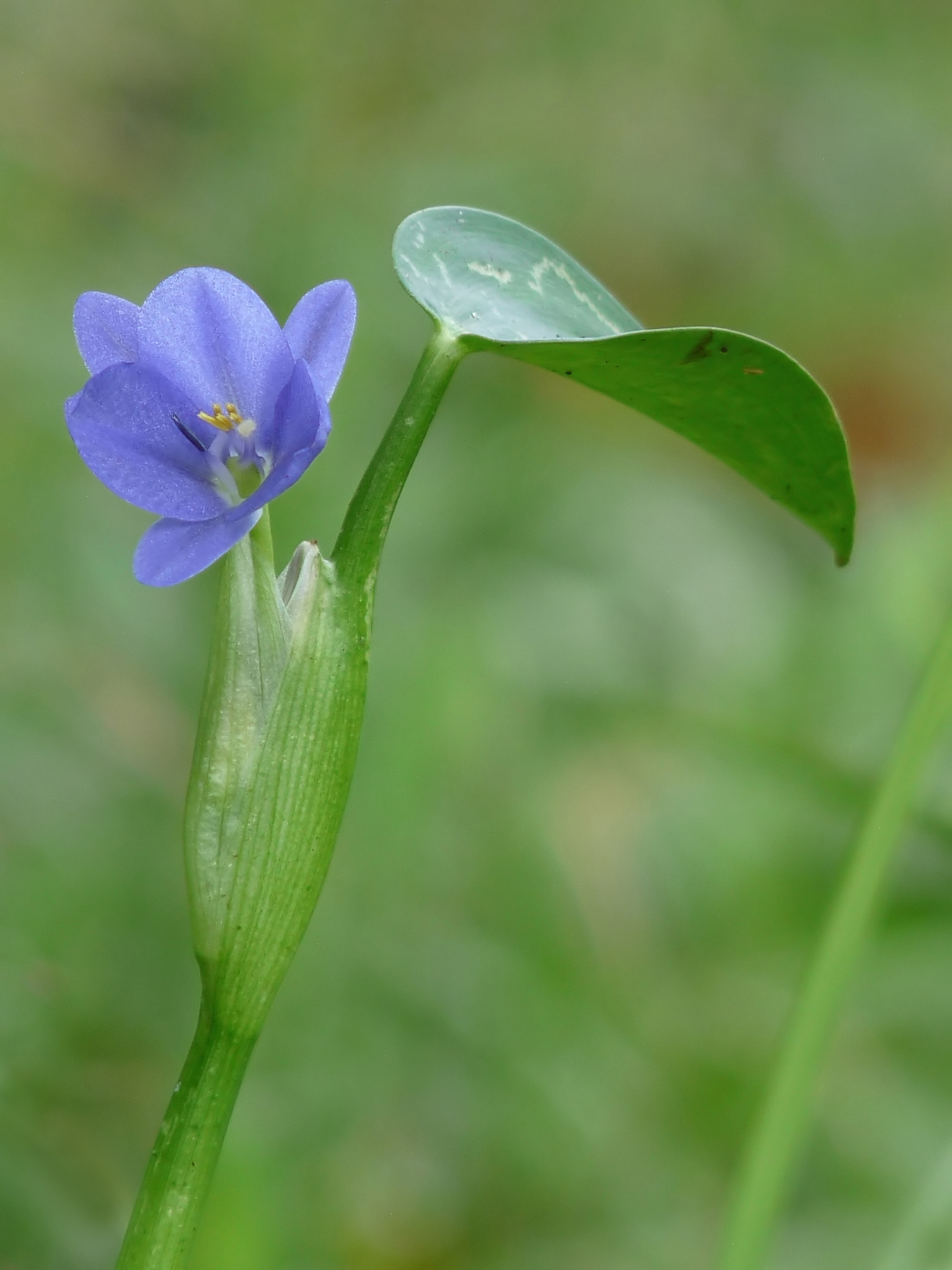
Monochoria vaginalis

  - Monochoria africana  (Solms) N.E.Br. (1901)
  - Monochoria australasica  Ridl. (1918)
  - Monochoria brevipetiolata  Verdc. (1961)
  - Monochoria cyanea  (F.Muell.) F.Muell. (1872)
  - Monochoria hastata  (L.) Solms (1883)
  - Monochoria hastata var. elata  (Ridl.) Backer (1951)
  - Monochoria hastata var. hastata  .
  - Monochoria korsakowii  Regel & Maack, Mém. Acad. Imp. Sci. Saint Pétersbourg (1861)
  - Monochoria vaginalis  (Burm.f.) C.Presl (1827)
- genre Pontederia  L. (1753)
  - Pontederia cordata  L. (1753)
  - Pontederia parviflora  Alexander (1937)
  - Pontederia rotundifolia  L.f. (1782)
  - Pontederia sagittata  C.Presl (1827)
  - Pontederia subovata  (Seub.) Lowden (1973)
  - Pontederia triflora  (Seub.) G.Agostini, D.Velázquez & J.Velásquez (1984)
- genre Scholleropsis  H.Perrier (1936)
  - Scholleropsis lutea  H.Perrier (1936)

Selon NCBI (19 avr. 2010) :
- genre Eichhornia
  - Eichhornia azurea
  - Eichhornia crassipes
  - Eichhornia diversifolia
  - Eichhornia heterosperma
  - Eichhornia meyeri
  - Eichhornia paniculata
  - Eichhornia paradoxa
  - Eichhornia sp. Barrett and Shore 1399
- genre Heteranthera
  - Heteranthera dubia
  - Heteranthera limosa
  - Heteranthera oblongifolia
  - Heteranthera rotundifolia
  - Heteranthera seubertiana
  - Heteranthera zosterifolia
- genre Hydrothrix
  - Hydrothrix gardneri
- genre Monochoria
  - Monochoria cyanea
  - Monochoria hastata
  - Monochoria korsakowii
  - Monochoria vaginalis
- genre Pontederia
  - Pontederia cordata
  - Pontederia rotundifolia
  - Pontederia sagittata